# أدولفو دافيلا
أدولفو دافيلا (بالإسبانية: Adolfo Davila)‏ هو مخرج مكسيكي، ولد في 1965 في المكسيك.

## وصلات خارجية
- أدولفو دافيلا على موقع IMDb (الإنجليزية)
- أدولفو دافيلا على موقع كينوبويسك (الروسية)